# Treja
El Treja és un riu italià que transcorre per les províncies de Viterbo i de Roma. El naixement del riu es troba al Monte Lagusiello a prop del Llac de Bracciano; travessa els municipis de Mazzano Romano, Calcata, Faleria, Civita Castellana per després confluir per la marge dreta al riu Tíber, del qual és el tercer major tributari a la dreta, després del Paglia i el Nestore.